# Ophthalmoblysis cinerea
Ophthalmoblysis cinerea là một loài bướm đêm trong họ Geometridae.